# Pons-Joseph Bernard
Pons-Joseph Bernard (* 16. Juli 1748 in der Provence; † 29. Juli 1816)  war ein französischer Naturforscher und Geologe.

## Leben
Bernard wurde in einem Dorf der Provence  an der Straße zwischen Les Arcs und Draguignan geboren.  Bernard besuchte ab 1763  das Kollege der Oratorianer und war dann Lehrer für Mathematik und Naturwissenschaften in Toulon, Marseille und Lyon. Um sich mehr der Forschung zu widmen, verließ er 1773 die Oratorianer. Als in Marseille das Observatorium nach Vertreibung der Jesuiten von der Königlichen Marine übernommen wurde, suchte dessen neuer Leiter Saint-Jacques de Silvabelle einen Assistenten und stellte 1778 Bernard ein, der die astronomischen Beobachtungen und Arbeiten zur Geodäsie ausführte. Er arbeitete auch 1790 bis 1793 und ab 1802 als Ingenieur für das Départment Var und später für das Départment Alpes-Maritimes.
Ab 1773 veröffentlichte er Preisschriften für die Akademie in Marseille (die zwar schon 1726 gegründet wurde, aber erst seit 1766 eine naturwissenschaftliche Klasse hatte), unter anderem in Botanik (wie den Olivenbaum), Landwirtschaft (zum Beispiel Dünger), Hydrographie (Flüsse wie die Rhone, Seen) und Mineralogie und Geologie. Er nahm auch an Preisausschreiben der Akademien in Aix, Lyon und Paris teil.
Als Naturforscher in den Geowissenschaften war er ein Schüler von Jean-Étienne Guettard, mit dem er ab 1775 Kontakt hatte, und untersuchte die Mineralien und Geologie der Provence. Seine Naturgeschichte der Provence (Histoire de Provence, Band 1) erschien 1777 unter dem Namen und im Rahmen der Geschichte der Provence von Jean-Pierre Papon. Sein Hydraulik Buch wurde auch ins Deutsche übersetzt.
Seit 1786 war er korrespondierendes Mitglied der Académie des sciences.

## Schriften
- Beitrag zu Papon: Histoire de Provence, 1777
- Nouveaux Principes d’hydraulique appliqués à tous les objets d’utilité et particulièrement aux rivières, Paris, 1787
- Mémoires pour servir à l’histoire naturelle de la Provence, 3 Bände 1787